# Florian Lejeune
Florian Lejeune (ur. 20 maja 1991 w Istres) – francuski piłkarz występujący na pozycji obrońcy w hiszpańskim klubie Deportivo Alavés. W swojej karierze grał także w takich zespołach jak FC Istres, Villarreal CF, Brest, Girona FC, Manchester City, SD Eibar oraz Newcastle United. Były reprezentant Francji do lat 20.